# Tarik Hadžić
Tarik Hadžić (* 17. März 1994 in Rožaje, Bundesrepublik Jugoslawien) ist ein montenegrinischer Skirennläufer.

## Biografie
Tarik Hadžić nahm als Jugendlicher am Europäischen Olympischen Winter-Jugendfestival 2011 teil. Bei den Alpinen Skiweltmeisterschaften 2013 belegte er im Slalom den 53. Platz. Das Riesenslalomrennen konnte er nicht beenden. 
Bei den Olympischen Winterspielen 2014 in Sotschi war Hadžić bei der Eröffnungsfeier Fahnenträger seines Landes. Im Riesenslalom belegte er den 62. Rang und im Slalomrennen landete er auf dem 38. Platz. Im Folgejahr startete er zum zweiten Mal bei Weltmeisterschaften. Im Riesenslalom wurde er 64. und das Slalomrennen konnte er nicht beenden.